# لنز کانن تی‌اس-ئی ۹۰میلی‌متر
لنز کانن تی‌اس-ئی ۹۰میلی‌متر (به انگلیسی: Canon TS-E 90mm lens) نام لنز دوربین عکاسی از نوع اصلاح پرسپکتیو است که توسط شرکت کانن تولید می‌شود. فاصلهٔ کانونی این لنز ۹۰ میلی‌متر، دیافراگم آن دارای ۸ تیغه و ضریب اف آن اف ۲٫۸ تا اف ۳۲ است. این لنز در ۲۰ژانویه ۰۶ میلادی تولید و عرضه شده‌است.